# Корнишон
Корнишо́нът (на френски: cornichon) е малка краставичка (C. sativus) с дължина до 8 cm. Корнишоните са самостоятелен подвид на обикновената краставица. Растение от семейство Тиквови.

## Ботаническо описание
Едногодишно лианообразно растение. Може да достигне до 3-5 m дължина. Стъблата са тънки и крехки, осеяни с множество власинки, с множество разклонения. Листата са леко разчленени. Цветчетата са жълти. Плодовете са продълговати, грапави, светло до тъмнозелени, с дължина 3-8 cm.

## Отглеждане и използване
Отглежда се на скелета и перголи. Родовитостта е обилна. Използват се в прясно състояние и мариновани – в туршии.